# Afrocarpus (género)
Afrocarpus es un género de coníferas de la familia Podocarpaceae. Afrocarpus fue designado como género en 1989, cuando varias especies estaban anteriormente clasificadas en Podocarpus y Nageia. Seis especies son reconocidas en este nuevo género.

## Localización
Como indica el nombre, Afrocarpus es nativo de África, las especies se distribuyen a través de las montañas y bosques de África Oriental y África Meridional, descendiendo al Océano Índico en la costa de Sudáfrica, Afrocarpus gaussenii, es originaria de Madagascar.
Los podocarpos estaban asociados con el antiguo supercontinente de Gondwana, ellos fueron característicos de la flora del sur de Gondwana. 
En Sudáfrica, esta madera se utiliza principalmente para la fabricación de muebles.

## Especies
- Afrocarpus dawei (Stapf) C.N.Page[5]
- Afrocarpus falcatus (Thunb.) C.N.Page
- Afrocarpus gaussenii (Woltz) C.N.Page
- Afrocarpus gracilior (Pilg.) C.N.Page - Pino-helecho africano
- Afrocarpus mannii (Hook.f) C.N.Page
- Afrocarpus usambarensis (Pilg.) C.N.Page